# Вовченко, Николай Дмитриевич
Николай Дмитриевич Вовченко (22 июля 1915, Грозный, Терская область — 13 марта 1991, Пятигорск, Ставропольский край) — участник Великой Отечественной войны, командир роты 283-го гвардейского стрелкового полка (94-я гвардейская стрелковая дивизия, 5-я ударная армия, 1-й Белорусский фронт), Герой Советского Союза, гвардии старший лейтенант (на момент присвоения звания, впоследствии капитан).

## Биография
Родился 22 июля (4 августа по новому стилю) 1915 года в городе Грозный Российской империи (позже Чечено-Ингушской АССР, в настоящее время — Чеченская Республика) в семье рабочего. Русский.
Окончил Новочеркасский индустриальный институт. Работал в Грозном на ТЭЦ-1.
В Красной Армии с февраля 1942 года, с этого же года на фронте Великой Отечественной войны. Окончил курсы «Выстрел».
Командир роты 283-го гвардейского стрелкового полка гвардии старший лейтенант Николай Вовченко отличился при прорыве обороны противника с Магнушевского плацдарма. 14 января 1945 года в районе посёлка Бжозувка-Подосе (южнее г. Варка, Польша) после успешного боя его рота первой в полку достигла р. Пилица, с ходу форсировала её и овладела населённым пунктом Пальчев (Польша).
С 1946 года капитан Н. Д. Вовченко — в запасе. До 1968 продолжал работать на ТЭЦ в г. Грозный, в 1968—1975 годах — в городе Шевченко, Мангышлакская область (ныне Казахстан).
Позже жил в Пятигорске. Умер в 1991 году.

## Награды
- Звание Героя Советского Союза 27 февраля 1945 года.
- Награждён орденами Ленина, Отечественной войны 1 степени, Красной Звезды и медалями.

## Память
- Имя Ивана Вовченко увековечено на Аллее Героев в Пятигорске.[1]